# Christoph Preuß
Christoph Preuß (ur. 4 lipca 1981 w Gießen) – niemiecki piłkarz występujący na pozycji obrońcy. 29 stycznia 2010 roku postanowił zakończyć karierę w związku z problemami z kolanem.

## Kariera klubowa
Preuß jest wychowankiem klubu TSV Großen-Linden, w którym treningi rozpoczął w wieku 5 lat. W 1997 roku przeszedł do juniorów Eintrachtu Frankfurt, a w sezonie 2000/2001 został włączony do jego pierwszej drużyny, grającej w Bundeslidze. W tych rozgrywkach zadebiutował 13 sierpnia 2000 w wygranym 3:0 meczu z SpVgg Unterhaching. 5 maja 2000 w wygranym 3:0 spotkaniu z VfL Bochum Preuß zdobył pierwszą bramkę w trakcie gry w Bundeslidze. Na koniec sezonu 2000/2001 zajął z klubem 17. miejsce w lidze i spadł z nim do 2. Bundesligi. Tam Preuß spędził jeszcze rok.
W 2002 roku przeszedł do pierwszoligowego Bayeru 04 Leverkusen. Zadebiutował tam 5 października 2002 w przegranym 0:2 meczu z VfL Wolfsburg. Od czasu debiutu w Bayerze, pełnił tam rolę rezerwowego. W sezonie 2002/2003 zagrał czterech meczach w lidze oraz trzech w Lidze Mistrzów, w której Bayer dotarł do drugiej rundy. Na sezon 2003/2004 został wypożyczony do innego pierwszoligowca - Eintrachtu Frankfurt.
Latem 2004 roku odszedł do VfL Bochum, grającego w Bundeslidze. Pierwszy ligowy występ w barwach nowego klubu zanotował 7 sierpnia 2004 przeciwko Hercie BSC (2:2). Od czasu debiutu Preuß był podstawowym graczem Bochum. W sezonie 2004/2005 zajął z klubem 16. miejsce w lidze i spadł z nim do drugiej ligi. Wówczas odszedł z klubu.
Po raz kolejny został zawodnikiem Eintrachtu Frankfurt, który awansował wówczas do Bundesligi. W 2006 roku Preuß zagrał z Eintrachtem w finale Puchar Niemiec, ale jego klub przegrał tam 0:1 z Bayernem Monachium. W sezonie 2007/2008 zajął z klubem 9. pozycję w lidze, która była najwyższą w trakcie gry z Eintrachtem w Bundeslidze.

## Kariera reprezentacyjna
Preuß jest byłym młodzieżowym reprezentantem Niemiec. Był reprezentacji U-17, U-18, U-19, U-20 oraz U-21. Łącznie rozegrał w nich 47 spotkań i zdobył 3 bramki.